# Synucleinopathie
Synucleinopathie (auch Synukleinopathie) ist eine Sammelbezeichnung für eine heterogene Gruppe neurodegenerativer Erkrankungen, die das gemeinsame pathologische Merkmal einer Ablagerung von unlöslichem, fehlgefaltetem α-Synuclein in bestimmten Zellpopulationen zeigen. Wichtige Vertreter dieser Krankheitsgruppe sind
- der Morbus Parkinson (engl. Parkinson’s Disease, PD) mit α-Synuclein,
- die Lewy-Körper-Demenz (engl. Dementia with Lewy Bodies, DLB),
- die Multisystematrophie (engl. Multiple System Atrophy, MSA) mit ihren Prägnanztypen der striatonigralen Degeneration (engl. MSA Parkinsonian type, MSA-P) und der olivopontozerebellären Atrophie (engl. MSA cerebellar type, MSA-C),
- die Mitochondrienmembran-Protein-Assoziierte Neurodegeneration (MPAN)[1][2]

Während sich bei PD und DLB die Ablagerungen primär in Nervenzellen nachweisen lassen, finden sie sich bei der MSA primär in oligodendroglialen Zellen. Bei der MPAN, die histologisch primär durch exzessive Eisenablagerungen und axonale Sphäroide charakterisiert ist, finden sich α-Synuclein-Ablagerungen sowohl in glialen als auch in neuronalen Zellen und werden hier als Papp-Lantos-Körperchen bezeichnet. Vor allem letztere Erkrankung weist durch eine zusätzliche Ablagerung von Tau-Protein eine Überlappung mit der Krankheitsgruppe der Tauopathien auf.